# 壓控振盪器
壓控振盪器（voltage-controlled oscillator, VCO）是一種以電壓輸入來控制振盪頻率的電子振盪電路設計。其振盪的頻率或重覆的比例會隨著直流電壓的不同而改變，這個特性可以用來將調變訊號當做壓控振盪器的输入而產生不同的調變訊號，像是FM調變、PM調變、PWM調變。

## 利用壓控振盪器來控制頻率
高頻壓控振盪器的電壓控制頻率部份，通常是用變容二極體 C 與電感 L，所接成的 LC 諧振電路。提高變容二極體的逆向偏壓，二極體內的空泛區會加大，兩導體面之距離一變長，電容就降低了，此 LC 電路的諧振頻率，就會被提高。反之，降低逆向偏壓時，二極體內的電容變大，頻率就會降低。
而低頻壓控振盪器則依照不同頻率而選擇不同的方法，例如以改變對電容的充電速率為手段來得到一個電壓控制的電流源。參見函數產生器。

## 電壓控制的晶振器
一個「壓控石英振盪器（voltage-controlled crystal oscillator, VCXO）」通常被使用在下列場合：當頻率需要在小範圍內的調整時、當正確的頻率或相位對於振盪器而言是十分重要時、利用不同電壓來當作控制源的振盪器、用來分散在某個頻率範圍內的干擾使該頻段不受到太大的影響。壓控石英振盪器的典型頻率變化在數十個 ppm 之間，這是因為高品質係數（Quality Factor, or Q Factor）的石英振盪器只會產生少量的頻率範圍位移。
當射頻電路發射（transmitter）電波時，會有熱量產生而發生頻率漂移，而使得「溫度補償壓控石英振盪（temperature-compensated VCXO, TCVCXO)」被廣泛的使用，因為 TCVCXO 不會受到溫度的影響而改變其壓電特性。

## 應用
壓控振盪器常被用在：
- 訊號產生器
- 電子音樂中用來製造變調
- 鎖相迴路
- 通訊設備中的頻率合成器